# فرناندو کینتانیلا
فرناندو کینتانیلا (انگلیسی: Fernando Quintanilla؛ زادهٔ ۱۳ نوامبر ۱۹۶۴) بازیکن فوتبال اهل اسپانیا است.
از باشگاه‌هایی که در آن بازی کرده‌است می‌توان به باشگاه فوتبال رئال بتیس، باشگاه فوتبال اتلتیک بیلبائو، باشگاه فوتبال الچه، باشگاه فوتبال مالاگا، و باشگاه فوتبال اتلتیک بیلبائو بی اشاره کرد.